# Kalle Ankas snöbollskrig
Kalle Ankas snöbollskrig (engelska: Donald's Snow Fight) är en amerikansk animerad kortfilm med Kalle Anka från 1942.

## Handling
Det är vinter och det har snöat ordentligt. Kalle Anka bestämmer för att bege sig ut och åka kälke, samtidigt som Knattarna byggt en snögubbe. Kalle beslutar sig för att skoja med dem och åker rakt in i snögubben så att den förstörs. Knattarna bygger en ny snögubbe över en stor sten, vilket leder till att ett snöbollskrig bryter ut mellan Kalle och Knattarna med var sitt högkvarter.

## Om filmen
Filmen hade svensk premiär den 14 december 1942 på Sture-Teatern i Stockholm som innehåll i kortfilmsprogrammet Kalle Ankas glada gäng där tillsammans med sex kortfilmer till; Kalle Anka som fönsterputsare, Sådan husse, sådan hund (ej Disney), Musse Pigg har ångan uppe, Kalle Anka vill ha nattro, Äventyr i djungeln (ej Disney) och Pluto junior. Året därpå visades filmen som separat kortfilm den 22 februari, denna gång på biografen Spegeln som också ligger i Stockholm.
Filmen finns dubbad till svenska och har givits ut på DVD med dubbning.

## Rollista
| Roll       | Originalröst  | Svensk röst     |
| Kalle Anka | Clarence Nash | Andreas Nilsson |
| Knatte     | Clarence Nash | Monica Forsberg |
| Fnatte     | Clarence Nash |                 |
| Tjatte     | Clarence Nash |                 |